# Исматова, Гузаль Одилжан кизи
Гузаль Одилжан кизи Исматова (узб. Guzal Odiljоn qizi Ismatova; 3 января 1996, Зааминский район, Джизакская область, Узбекистан — 22 февраля 2021) — узбекская боксёрша, выступала в тяжёлом весе. Чемпионка Узбекистана в 2014—2017 годах. В 2017 году выиграла Чемпионат Азии по боксу среди женщин.

## Биография
Гузаль Исматова родилась в Зааминском районе Джизакской области Узбекистана 3 января 1996 года. В 2017 году окончила Джизакский колледж олимпийского резерва, где начала заниматься боксом. В 2017 году поступила на факультет физической культуры Джизакского государственного педагогического института. 22 февраля 2021 года скончалась от онкологического заболевания.

## Спортивная карьера
Гузаль начала заниматься боксом под руководством мастера спорта тренера Гайрат Каримова. В 2013 году на чемпионате области заняла первое место, а уже в 2014 году на первенстве страны стала чемпионкой республики. В 2015—2017 годах становилась чемпионкой Узбекистана по боксу.
В 2015 году на Чемпионате Азии по боксу среди женщин в Уланчабе (Китай) в финале уступила китайской боксёрше Ванг Шижин, завоевав серебро. В 2016 году на Чемпионате мира по боксу среди женщин в Астане (Казахстан) выступила неудачно, проиграв в стартовом поединке китайской боксёрше Ванг Шижин. В 2018 году на Чемпионате мира по боксу среди женщин в Нью-Дели (Индия) в четвертьфинале проиграла российской боксёрше Кристине Ткачёвой. В 2017 году на Чемпионате Азии по боксу среди женщин в Хошимине (Вьетнам) в финальном поединке одержала победу над вьетнамской боксёршей Ти Тран Ни, став чемпионкой континента.